# 福野駅 (岐阜県)
福野駅（ふくのえき）は、岐阜県郡上市美並町白山にある、長良川鉄道越美南線の駅である。駅番号は20。

## 歴史
- 1952年（昭和27年）7月1日：国鉄越美南線の郡上福野駅（ぐじょうふくのえき）として開設[1]。 旅客営業のみ。
- 1986年（昭和61年）12月11日：越美南線が長良川鉄道へ転換、同社の駅となる[1][2]。同時に福野駅（ふくのえき）に改称[1][2]。
- 2003年（平成15年）7月21日：美並苅安駅 - 当駅間で、トロッコ列車を牽引していた機関車車輪の一部が線路から外れる事故が発生[1]。

## 駅構造
単式ホーム1面1線を有する地上駅。

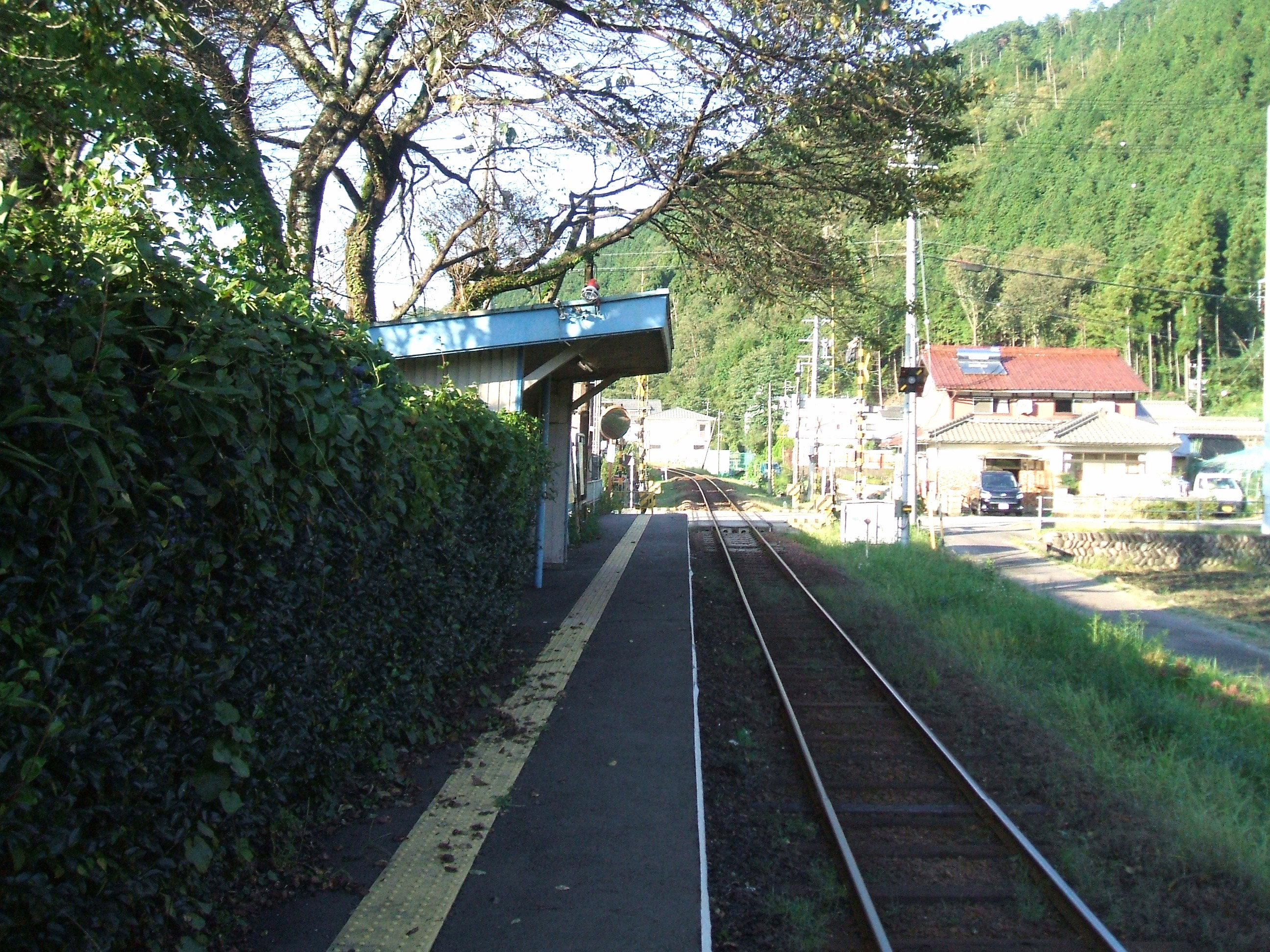
ホーム（北濃寄り出入口方向）

無人駅。駅舎とトイレは無く、ホーム中央付近に待合室が設置されており、北濃寄りに出入口がある。駐輪場・駐車場・自動券売機は設置されていない。

## 利用状況
| 年度               | 1日平均乗車人員 |
| ------------------ | --------------- |
| 2011年（平成23年） | 33              |
| 2012年（平成24年） | 38              |
| 2013年（平成25年） | 31              |
| 2014年（平成26年） | 43              |
| 2015年（平成27年） | 28              |

※時折郡上市立郡南中学校の児童が、研修で使用している。

## 駅周辺
辺りは、住宅や田畑が多い。
- 美並郵便局
- 大垣共立銀行美並出張所
- 慈恵中央病院
- 国道156号
- 岐阜県道324号白山美濃線
- 長良川
- 児童養護施設合掌苑
- 郡上市立郡南中学校

## バス路線
郡上市自主運行バス
- 美並南ルート（1日2往復、盆・年末年始を除く火・金に運行）
- 美並北ルート（1日2往復、盆・年末年始を除く月・木に運行）
- 美並美濃線（1日1往復、盆・年末年始を除く月・金に運行）

## 隣の駅
長良川鉄道
■越美南線
大矢駅（19） - 福野駅（20） - 美並苅安駅（21）